# New Trier
New Trier ist ein Ort im Dakota County in Minnesota, Vereinigte Staaten. Das U.S. Census Bureau hat bei der Volkszählung 2020 eine Einwohnerzahl von 86 ermittelt.

## Geschichte
Die Ortschaft wurde um 1856 besiedelt und ist nach der deutschen Stadt Trier benannt. Einige der frühen Siedler in der Gegend stammten von dort.

## Geografie
Nach den Angaben des United States Census Bureaus hat die Stadt eine Fläche von 0,5 km², die vollständig aus Land besteht.
New Trier liegt innerhalb der Hampton Township, nicht in der New Trier Township, wie man vermuten könnte. Die Minnesota State Route 50 führt als Hauptstraße durch den Ort.

## Demografische Daten
Zum Zeitpunkt des United States Census 2000 bewohnten New Trier 116 Personen. Die Bevölkerungsdichte betrug 223,9 Personen pro km². Es gab 31 Wohneinheiten, durchschnittlich 59,8 pro km². Die Bevölkerung New Triers bestand zu 94,83 % aus Weißen, 1,72 % Schwarzen oder African American und 3,45 % nannten zwei oder mehr Rassen. 3,45 % der Bevölkerung erklärten, Hispanos oder Latinos jeglicher Rasse zu sein.
Die Bewohner New Triers verteilten sich auf 31 Haushalte, von denen in 54,8 % Kinder unter 18 Jahren lebten. 77,4 % der Haushalte stellten Verheiratete, 6,5 % hatten einen weiblichen Haushaltsvorstand ohne Ehemann und 12,9 % bildeten keine Familien. 3,2 % der Haushalte bestanden aus Einzelpersonen und in 0 % aller Haushalte lebte jemand im Alter von 65 Jahren oder mehr alleine. Die durchschnittliche Haushaltsgröße betrug 3,68 und die durchschnittliche Familiengröße 3,89 Personen.
Die Bevölkerung verteilte sich auf 38,8 % Minderjährige, 6,9 % 18–24-Jährige, 33,6 % 25–44-Jährige, 15,5 % 45–64-Jährige und 5,2 % im Alter von 65 Jahren oder mehr. Das Durchschnittsalter betrug 31 Jahre. Auf jeweils 100 Frauen entfielen 127,5 Männer. Bei den über 18-Jährigen entfielen auf 100 Frauen 97,2 Männer.
Das mittlere Haushaltseinkommen in New Trier betrug 59.583 US-Dollar und das mittlere Familieneinkommen erreichte die Höhe von 71.875 US-Dollar. Das Durchschnittseinkommen der Männer betrug 31.875 US-Dollar, gegenüber 30.179 US-Dollar bei den Frauen. Das Pro-Kopf-Einkommen belief sich auf 18.427 US-Dollar. 2,5 % der Bevölkerung und 0 % der Familien hatten ein Einkommen unterhalb der Armutsgrenze, davon waren 0 % der Minderjährigen und 0 % der Altersgruppe 65 Jahre und mehr betroffen.

## Trivia
New Trier hat dieselbe Telefonvorwahl wie Trier: 651 bzw. 0651.